# スサノオ観光
スサノオ観光（スサノオかんこう）は、島根県出雲市に本社を置く、タクシー・バスを運行する事業者である。
社名は、日本神話で八岐大蛇を退治した須佐之男命に由来する。
バスは日野製といすゞ製を導入しており、貸切車両は一部を除き希望番号「・777」（この番号は希望番号専用のため、現在「島根203い」まで払い出されている。）を取得している。

## 歴史
- 1973年3月19日 - タクシー事業を開始。
- 1985年4月1日 - 佐田町スクールバスの業務受託開始。
- 1997年6月25日 - 観光バス事業を開始。
- 2002年10月1日 - 一畑バスの路線撤退後、路線を譲り受け路線バス事業を開始（根波線・外園線・大寺線）。
- 2003年4月1日 - 一畑バスから路線を譲り受け、平成温泉線の運行を開始。
- 2008年10月1日 - 平成温泉線に江南駅発着の系統を追加。
- 2015年4月1日 - 本社を築山新町に移転、旧本社を佐田営業所に変更。

## 営業所（車庫）の所在地
- 本社
  - 島根県出雲市築山新町３－１０
- 佐田営業所
  - 島根県出雲市佐田町反辺１６０１
- 出雲営業所
  - 島根県出雲市朝山町872-1
- 斐川営業所
  - 島根県出雲市斐川町神氷668-11
- 松江営業所
  - 島根県松江市東出雲町出雲郷637-2

## バス

### 路線バス
根波線
JR出雲市駅 - 有楽町入口 - 島根大学病院 - 築山新町 - 出雲工業高校 - 朝山 - 稗原コミュニティ前 - 野尻 - 根波車庫
外園線
JR出雲市駅 - 出雲市民病院前 - 市民会館北 - 天神 - 松寄下住宅前 - 薬師寺前 - 長浜工業団地前 - 長浜神社前 - 外園
大寺線
JR出雲市駅 - 出雲市役所前 - 中央病院 - 三中 - 高浜駅 - 矢尾町 - 日下町（ - 北陵高校） - 西林木 - 大寺
- 北陵高校は登下校時のみ経由。

平成温泉線・江南線
JR出雲市駅 - 塩冶 - 古志橋東詰 - 古志本町 - 出雲西高校入口 - 西出雲駅 - ゆうプラザ前 - 花の郷朱鷺会館前 - 平成温泉
JR出雲市駅 - 塩冶 - 古志橋東詰 - 古志本町 - 出雲西高校入口 - 西出雲駅 - 神西駅前 - 江南駅
この他に、出雲市佐田地域にて佐田生活福祉バスを受託運行している。

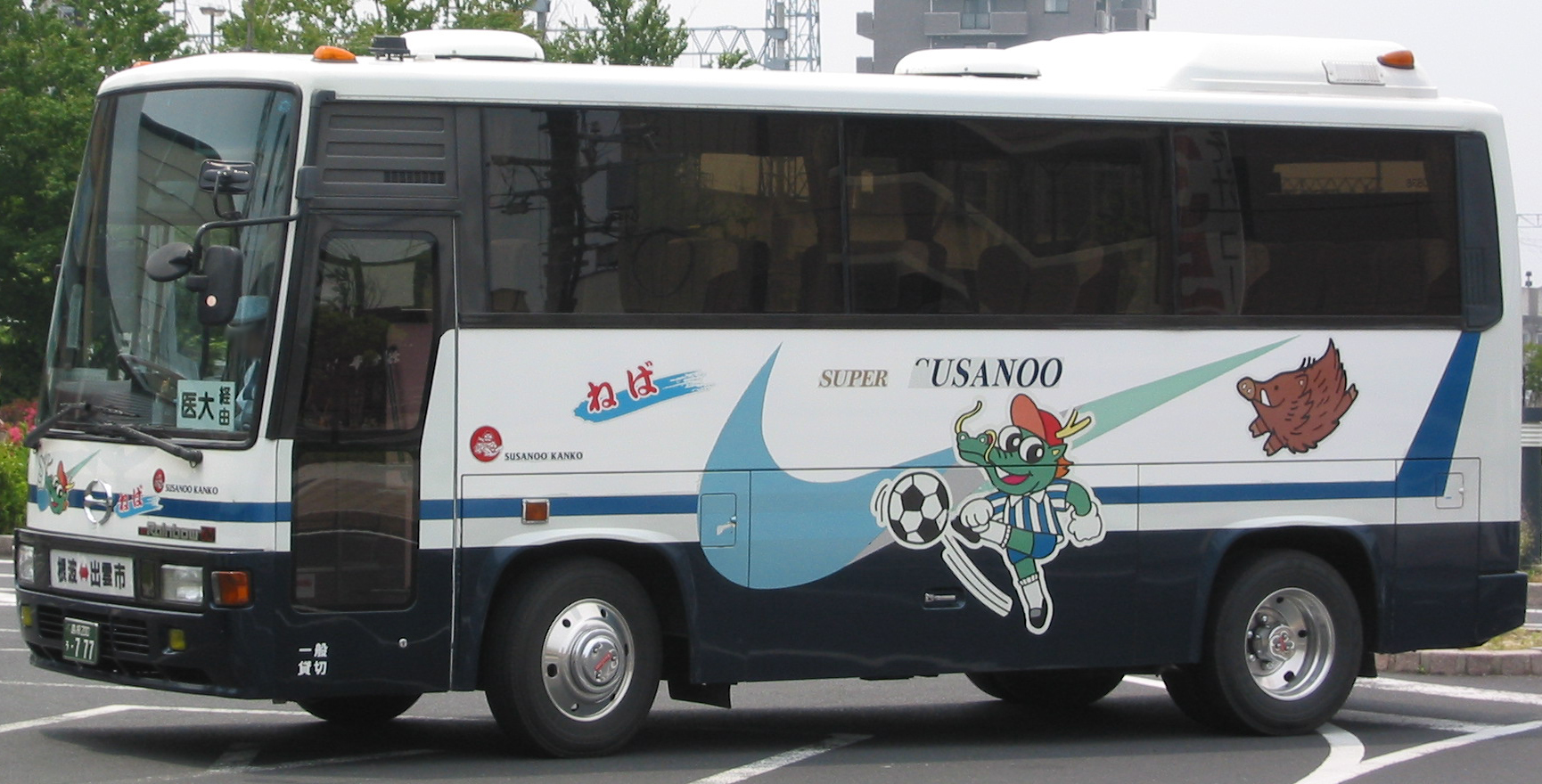
路線バス（根波線）の車両（2006年当時）
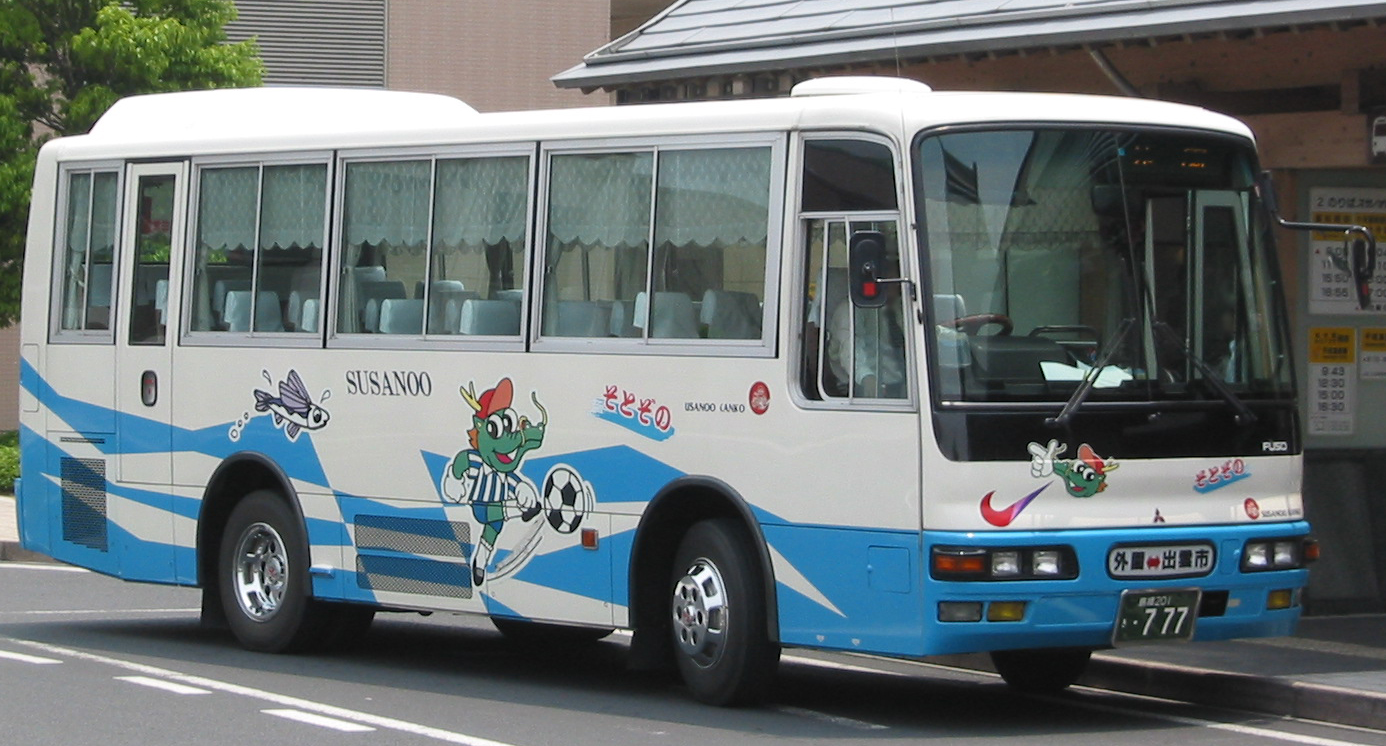
路線バス（外園線）の車両（2006年当時）
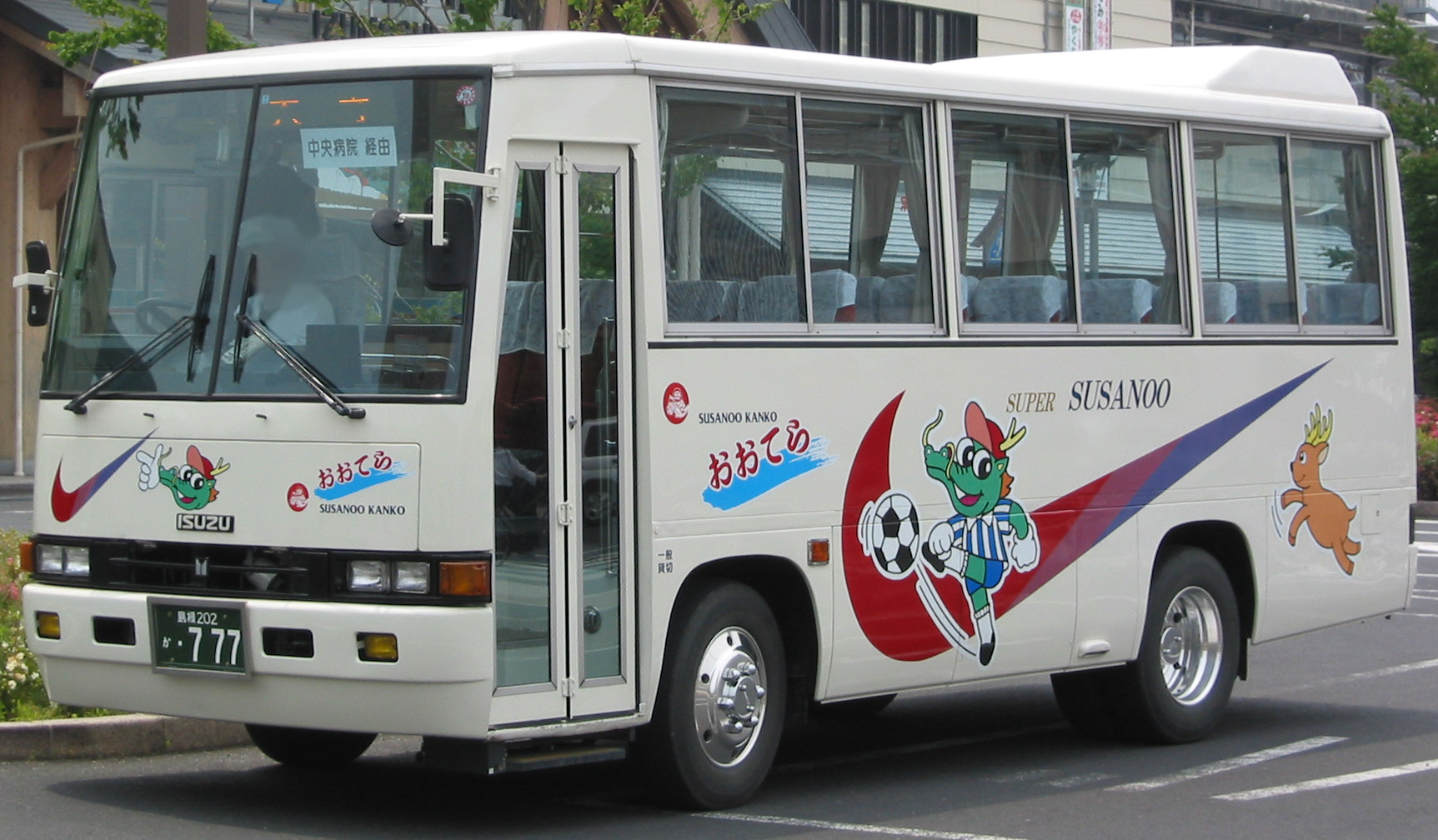
路線バス（大寺線）の車両（2006年当時）
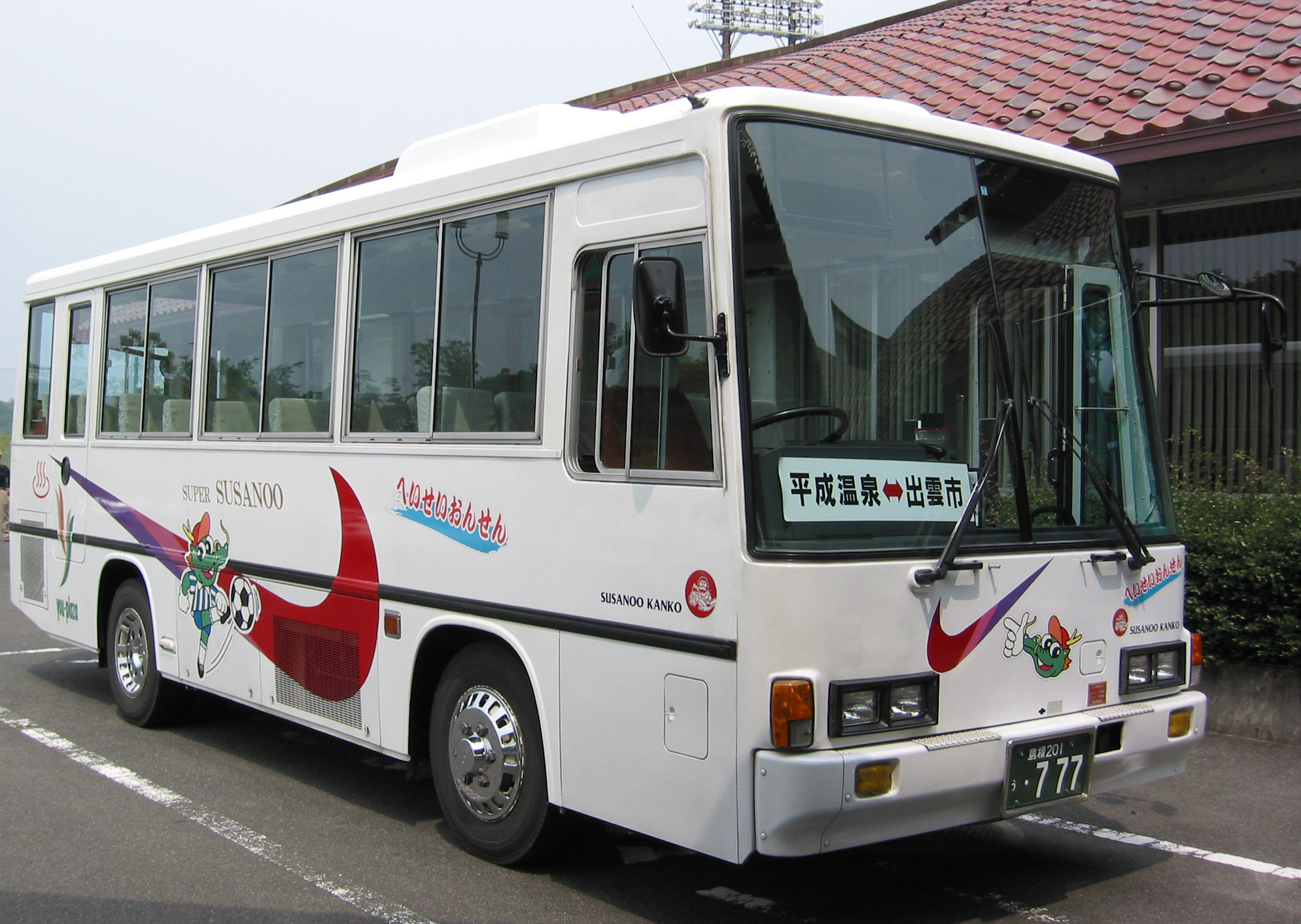
路線バス（平成温泉線）の車両（2006年当時）